# Ostrimmig pelamid
Ostrimmig pelamid (Orcynopsis unicolor) är en fisk i familjen makrillfiskar som förekommer längs östra Atlantkusten, främst i de varmare delarna.

## Utseende
Arten påminner om tonfisksläktingar som ryggstrimmig pelamid och tunnina, men den främre ryggfenan är mera jämnhög och utan någon långsträckt del baktill. Den sitter dock nära den bakre ryggfenan, precis som hos de andra arterna. En annan skillnad är att färgteckningen saknar tvärstreck och fläckar; ovansidan är enfärgat blå, och undersidan silveraktig. Stjärtroten har 6 till 9 småfenor. Längden kan nå upp till 130 cm, även om den vanligtvis inte går mycket över 90 cm. Största konstaterade vikt är 13,1 kg.

## Vanor
Den ostrimmiga pelamiden är en pelagisk fisk som lever i små stim ej för långt från kusterna. Den kan gå in i brackvatten. Födan består av mindre fiskar, speciellt sillfiskar och makrill.

### Fortplantning
Leken äger rum sommartid i varmare delar av utbredningsområdet som Medelhavet och västra Nordafrika; ägg och larver är pelagiska.

## Utbredning
Den ostrimmiga pelamiden finns i östra Atlanten från Brittiska öarna till Senegal; tonvikten ligger dock på södra Medelhavet. Sällsynt besökare i Norge och Sverige.

## Ekonomisk betydelse
Ett mindre fiske förekommer, där den främst tas som bifångst vid annat fiske. Den är även föremål för sportfiske.